# Římskokatolická diecéze Pafos
Diecéze Pafos (latinsky: Dioecesis Paphensis) byla římskokatolická diecéze ve městě Pafos na ostrově Kypr. Vznikla v roce 1196 a potlačena byla po osmanském dobytí Kypru v roce 1570.

## Biskupové ordináři
- Aimeri, O.F.M. (18. července 1322 –  )
- Odon (2. června 1337 – )
- Hélie de Chambarihac (21. dubna 1357 – )
- Raymond Robert (12. října 1377 – )
- Pino Ordelaffi (1386 – 9. března 1394 jmenován biskupem z Cervie)
- Bertrand de Cadoène, O.S.B. (26. října 1408 – 15. února 1413 jmenován biskupem ze Saint-Flour)
- Jean Petit, O.E.S.A. (23. listopadu 1413 – 1428 zemřel)
- Angelo de Narnia, O.F.M. (5. května 1428 – )
- Lanzelot z Lusignanu (2. května 1438 – 1443 rezignoval)

- Jaime de Portugal (18. června 1457 – 27. srpna 1459 zemřel)[2]
- Guillaume Gonème, O.S.A. (13. května 1471 – září 1473 zemřel)
- Giacomo de Cadapesario (3. července 1495 –)
- Jacopo Pisauro (? – 1541)
- Giovanni Maria Pisauro (koadjutorský biskup: 14. listopadu 1541 až 1557)
- Pietro Contareno (9. srpna 1557 – 1562 rezignoval)
- Francesco Contarini (biskup) (Contareno) (16. prosince 1562 – 1570 zemřel)